# Flachzange

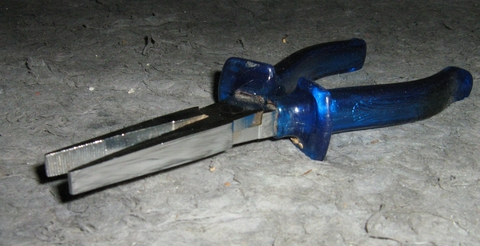
Isolierte Ausführung (gemäß VDE-Norm)

Eine Flachzange ist eine Zange mit zwei ebenen Flächen als Backen zum Greifen von Gegenständen.
In der Regel sind die Innenflächen der Flachzange eingekerbt (geriffelt), um einen besseren Halt zu erreichen.

## Varianten
Zwei Abwandlungen der Flachzange haben eigene Bezeichnungen:
- Die Spitzzange hat schmalere, außen halbrund geformte Backen.
- Die Kombizange besitzt eine Schneide, hat aus Gründen der Stabilität dickere Backen und ein Teil der geriffelten Fläche verläuft im Bogen.

Es gibt Varianten, wie Flachzangen mit Isoliergriff für elektrotechnische Arbeiten, Flachzangen mit integriertem Seitenschneider oder Flachzangen mit glatter Innenfläche.
Für spezielle Anwendungen existieren weitere, z. T. sehr unterschiedliche Modelle, wie z. B. Flachzangen zum Formen von angeschmolzenen Glasgefäßen oder Flachzangen mit auswechselbaren Kunststoffbacken.

## Anwendung
Gegenüber der weiter verbreiteten Spitzzange kann mit einer Flachzange durch das breitere Ende eine größere Haltekraft übertragen werden. Damit lassen sich festgehaltene Objekte besser positionieren. Auch das Biegen von präzisen Bögen oder Knicken in Drähten wird erleichtert.

## Umgangssprachliche alternative Bedeutung
Unter einer Flachzange versteht man scherzhaft oder herablassend jemanden, dessen Kenntnisse, Fertigkeiten oder Fähigkeiten unzureichend für die Bewältigung einer gestellten oder sich ergebenden Aufgabe sind.